# Streets of the world

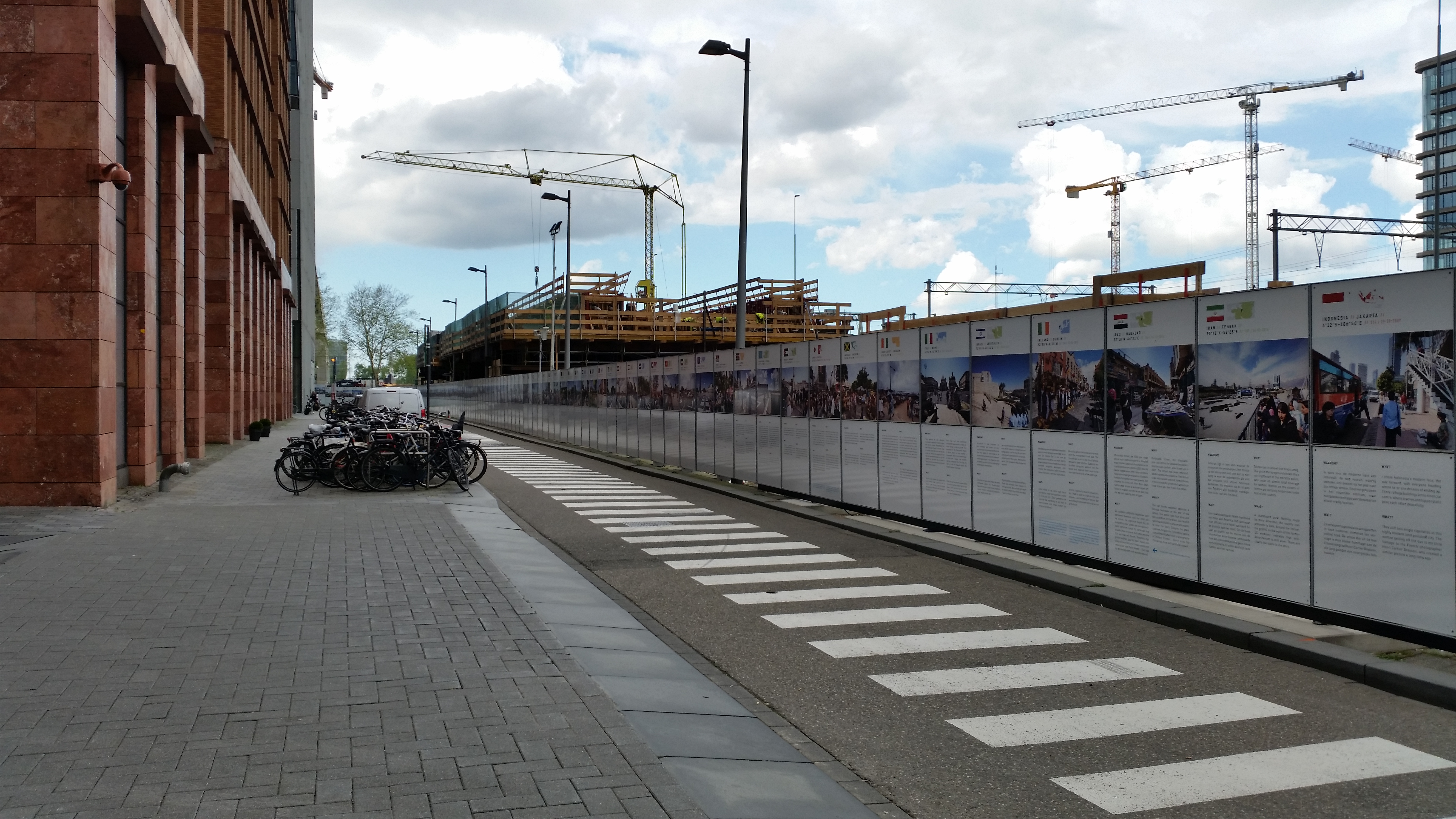
Streets of the World met op de achtergrond de in aanbouw zijnde Brittepassage en op de voorgrond het zebrapad (april 2019)

Streets of the World is een openbare fototentoonstelling van Jeroen Swolfs.
Swolfs fotografeerde gedurende zeven jaar straatbeelden uit 195 hoofdsteden van de wereld, behalve op plaatsen waar dat om militaire redenen niet was toegestaan (b.v. Tsjaad). Hij hanteerde daarbij de filosofie dat juist de hoofdsteden van landen ontmoetingsplaatsen zijn van de algehele bevolking van het bijbehorende land, maar ook vaak van bezoekers van dat land. De foto’s werden in maart 2019 in een 230 meter lange galerij geplaatst op een schutting. Die schutting schermt het bouwterrein van de Brittenpassage af van de kantoorgebouwen langs de Arnold Schönberglaan aan de Zuidas van Amsterdam-Zuid. Het scherm is geplaatst tussen de Parnassusweg en het Gustav Mahlerplein ten zuiden van Rijksweg 10/Ringweg-Zuid.
Bezoekers kunnen ongestoord over de Schönberglaan wandelen, want ter begeleiding van het traject is het gebied tot woonerf verklaard (langzaam verkeer gaat voor snelverkeer) maar over de volle lengte van de tentoonstelling is ook een zebrapad aangelegd.
De foto van Amsterdam (The Netherlands) hangt tussen Nassau (The Bahamas) en Lhasa (Tibet) en laat twee boogbruggen over grachten zien.
De fototentoonstelling trekt de wereld over. Al eerder was ze te zien in Zaandam, Dubai, vanaf mei 2019 op Canary Wharf in Londen. De foto’s zijn terug te vinden in het gelijknamige boek, dat in 2017 verscheen bij uitgeverij Terra (ISBN: 9789089897459)